# 小谷承靖
小谷 承靖 （こたに つぐのぶ、1935年12月21日 - 2020年12月13日） は、日本の映画監督・演出家・脚本家。
父は鳥取県倉吉市2代目市長の小谷善高。

## 来歴・人物
東京府東京市杉並区出身で、小学校2年生まで東京で育つ。公職追放になった父の故郷・鳥取県東伯郡西郷村の村長の後釜を引き受けたため、1944年3月末、当地に引っ越す。県立倉吉東高校卒業まで鳥取で過ごし、東京に戻りたくて、一浪後東京大学文学部フランス文学科入学を機に東京へ戻る。同時期に大江健三郎・久世光彦が在学していた。この2人は東大在学中から目立つ存在で、次第に落ちこぼれて映画に方向転換した。
大学卒業後、1960年に、暮しの手帖社と東宝の入社試験を受け、東宝に入社。他の映画会社は募集はなく、東宝もコネがないと入りにくかったが、400人近い応募で30～40人程度が採用され、同期は小谷と奈良正博、針生宏、千葉隆司（成瀬巳喜男と千葉早智子の子）、久松正明（久松静児の子）、河崎義祐（宣伝部配属）、橋本幸治（美術課配属）の7人が撮影所入りし、監督になったのは、小谷、河崎、橋本の3人だった。1961年、稲垣浩監督・円谷英二特技監督の『ゲンと不動明王』で初めて助監督に就く。
1964年には東宝のヨーロッパロケ企画の準備のために渡欧し、『はなればなれに』撮影中のジャン＝リュック・ゴダールの演出を見学。同年のカンヌ映画祭では藤本眞澄、浜美枝とゴダールとの通訳を務め、東京オリンピック開催を機に帰国。
1967年、坂野義光、西村潔らと水中撮影班「東宝フロッグメンパーティ」を結成し、『南太平洋の若大将』の水中撮影に協力。同年、『ドリフターズですよ!前進前進また前進』でチーフ助監督に昇進し、翌年、『クレージーメキシコ大作戦』（坪島孝監督）では劇中のショー場面の演出を担当した。その後、1968年から1969年にかけて、恩地日出夫と共に、大阪万博電力館で上映されたマルチスクリーン映画『太陽の狩人』の助監督、B班監督として世界を巡る。
1970年、映画『俺の空だぜ!若大将』で監督デビュー。主演の加山雄三とはザ・ビートルズ来日時、一緒に赤坂ヒルトンで会うなど親交があり、この作品の前にも加山のコンサートの記録映画『歌う!若大将』で監督昇進の話もあったが、「本編じゃないんだろ？そんなもので監督になるな」という恩地のアドヴァイスで見送っている（替わりに引き受けた長野卓は、結局このあと劇場映画を監督する機会を得られずに終わった）。また、この年から団令子主演の連続テレビドラマ『Oh.カンパク君!』（関西テレビ）でテレビドラマの監督も務めた。
1973年、ランキン・バス・プロと東宝映像の合作ミュージカル映画で、ゼロ・モステル主演『Marco』の共同監督をセイモア・ロビーと共に務める。同年には、石原プロモーション製作、渡哲也主演によるバイオレンス・アクション映画『ゴキブリ刑事』に東宝から監督として参加。
日本国外での仕事はトム・コタニでクレジットされ、他には『極底探険船ポーラーボーラ』、『バミューダの謎/魔の三角水域に棲む巨大モンスター!』、『The Ivory Ape』（未公開、1980年アメリカでテレビ放映）、千葉真一・丹波哲郎・三船敏郎や英米俳優が出演し、幕末をテーマにした作品『武士道ブレード』（1981年）などがある。
1974年、フォーリーブス主演の『急げ!若者 TOMORROW NEVER WAITS』を監督。小谷にとって初めてのアイドル映画となった。『ピンク・レディーの活動大写真』ではピンク・レディー、『愛の嵐の中で』で桜田淳子、『ホワイト・ラブ』で山口百恵と三浦友和、『すっかり…その気で!』でビートたけし、『潮騒』で堀ちえみ、それぞれの主演作品を手がける。
また1975年には、東宝による一般公募で「最も映画化して欲しい外国文学」に選ばれたツルゲーネフ原作『はつ恋』の映画化作品を監督。現在でも根強い人気のある文芸映画となった。
1985年にフリーランスとなり、テレビ映画・ビデオムービーなどのジャンルで活動。2009年より、青春期を過ごした鳥取県を舞台とした谷口ジローの劇画『父の暦』映画化を企画。2011年11月13日には同作品を朗読劇化、自らの演出で鳥取市民会館大ホールで上演された。
2020年12月13日に心不全のため死去。84歳没。

## 監督作品

### 映画
| 公開年 | 作品名                                           | 製作                                |
| ------ | ------------------------------------------------ | ----------------------------------- |
| 1970年 | 俺の空だぜ!若大将                                | 東京映画                            |
| 1971年 | 夕日くん サラリーマン脱出作戦                    | 東宝                                |
| 1973年 | ゴキブリ刑事                                     | 石原プロ                            |
| 1973年 | 夕日くん サラリーマン仁義                        | 東宝                                |
| 1973年 | ザ・ゴキブリ                                     | 石原プロ                            |
| 1973年 | Marco（共同監督）                                | ランキン・バス・プロ / 東宝映像     |
| 1974年 | 急げ!若者 TOMORROW NEVER WAITS                   | 東宝・ジャニーズ事務所              |
| 1975年 | がんばれ!若大将                                  | 東宝                                |
| 1975年 | はつ恋                                           | 東宝                                |
| 1976年 | 激突!若大将                                      | 東宝                                |
| 1977年 | 極底探険船ポーラーボーラ                         | ランキン・バス・プロ / 円谷プロ     |
| 1978年 | 愛の嵐の中で                                     | 東京映画・サンミュージック          |
| 1978年 | バミューダの謎/魔の三角水域に棲む巨大モンスター! | ランキン・バス / 円谷プロ           |
| 1978年 | ピンク・レディーの活動大写真                     | T&Cミュージック                     |
| 1979年 | ホワイト・ラブ                                   | ホリ企画制作                        |
| 1980年 | The Ivory Ape                                    | ランキン・バス・プロ / 円谷プロ     |
| 1981年 | 帰ってきた若大将                                 | 東宝・加山プロ                      |
| 1981年 | 武士道ブレード                                   | ランキン・バス・プロ / トライデント |
| 1981年 | すっかり…その気で!                               | 田中プロ                            |
| 1982年 | コールガール                                     | 松竹                                |
| 1984年 | F2グランプリ                                     | 東宝                                |
| 1985年 | 潮騒                                             | ホリ企画制作                        |

### テレビドラマ
| 放映年          | 作品名                                              | 製作                                            |
| --------------- | --------------------------------------------------- | ----------------------------------------------- |
| 1973年 - 1974年 | クレクレタコラ                                      | 東宝企画                                        |
| 1982年          | 火曜サスペンス劇場 「危機一髪の女」                 | 日本テレビ/松竹                                 |
| 1983年          | 火曜サスペンス劇場 「狙われた美人キャスター」       | 日本テレビ/東京ビデオセンター                   |
| 1983年          | 火曜サスペンス劇場 「妻たちの昼下り」               |                                                 |
| 1984年          | 火曜サスペンス劇場 「真夜中の妻たち」               |                                                 |
| 1984年 - 1986年 | 私鉄沿線97分署                                      | テレビ朝日/国際放映                             |
| 1987年          | 火曜サスペンス劇場 「髪（ヘアー）」                 |                                                 |
| 1987年          | ジャングル                                          | 日本テレビ/東宝                                 |
| 1988年          | NEWジャングル                                       | 日本テレビ/東宝                                 |
| 1988年          | 火曜サスペンス劇場 「風のターンロード」             |                                                 |
| 1992年          | ミステリー体験ゾーン 本当にあった怖い話「幽霊刑事」 | インタープレナー/大映テレビ/ホリプロ/テレビ朝日 |

## 出演

### 映画
- ねらわれた学園（1981年、東宝） - 城北高校剣道部部長先生役
- 成瀬巳喜男 記憶の現場（2005年、アルボス）

## 脚本

### 映画
- ザ・ゴキブリ（1973年、東宝）